# Antoni Chajęcki
Antoni Chajęcki (ur. 1799 w Tuczynie w pow. rowieńskim na Wołyniu, zm. 25 czerwca 1841 w Brukseli) – oficer artylerii w wojsku polskim Królestwa Kongresowego, weteran powstania listopadowego. 

## Życiorys
Był absolwentem Liceum Krzemienieckiego. Karierę wojskową rozpoczął 7 grudnia 1818 jako podoficer w 2 kompanii pozycyjnej artylerii pieszej. Ukończył też Szkołę Tymczasową Artylerii. 29 maja 1827 w stopniu podporucznika rozpoczął służbę w 2 kompanii lekkiej artylerii pieszej. 
Był aktywnym uczestnikiem Nocy Listopadowej wraz ze Szkołą Bombardierów. W czasie powstania walczył 4 kompanii pozycyjnej artylerii pieszej. Dosłużył się stopnia kapitana (25 sierpnia 1831). 5 października 1831 przekroczył wraz z generałem Rybińskim granicę Królestwa z Prusami. 
W 1832 przybył do Francji. Władze francuskie skierowały go do zakładu w Awinionie. 5 sierpnia 1834 w Dun potępił Czartoryskiego. Na emigracji uczył się m.in. w fabryce broni w Châtellerault i w Szkole Górniczej w St-Étienne. We Francji mieszkał jeszcze też w Lyonie. Na przełomie lat 30/40. XIX wieku przeniósł się do Brukseli, gdzie zmarł. 

## Odznaczenia
- 17 marca 1831 – krzyż złoty nr 949
- 15 września 1831 – krzyż kawaleryjski nr 2558